# Là où Dieu n'est pas
Pour plus de détails, voir Fiche technique et Distribution.
Là où Dieu n'est pas est un film franco-suisse réalisé par Mehran Tamadon et sorti en 2023.

## Fiche technique
- Titre : Là où Dieu n'est pas
- Réalisation : Mehran Tamadon
- Scénario : Mehran Tamadon
- Photographie : Patrick Tresch
- Son : Laurent Malan
- Montage :Luc Forveille et Mehran Tamadon
- Mixage : Philippe Grivel
- Production : L'Atelier Documentaire - Box Productions
- Pays de production :  France -  Suisse
- Genre : documentaire
- Durée : 112 minutes
- Dates de sortie : 
  - Allemagne : 2023 (Berlinale)
  - France : 15 mai 2024

## Sélections
- Cinéma du réel 2023[1]
- Berlinale 2023[2]